# Mejbel Fartous
Mejbel Fartous (en árabe: مجبل فرطوس‎; Erbil, Irak; 6 de julio de 1950) es un exfutbolista y entrenador de Fútbol de Irak que jugaba en la posición de defensa. Desde el 2018 es consultor técnico del Al-Quwa Al-Jawiya de la Primera División de Irak.

## Carrera

### Club
Jugó toda su carrera con Al-Quwa Al-Jawiya desde las divisiones menores a su debut en 1967 y su retiro en 1978, con quien fue campeón nacional en una ocasiones y tres títulos locales.

### Selección nacional
Formó parte de las selecciones menores de Irak desde la categoría sub-20 hasta que debuta con la selección absoluta en 1967, anotando su único gol en la Copa de Naciones del Golfo de 1976 en la victoria por 4-0 ante Emiratos Árabes Unidos. También jugó en la Copa Palestina de Naciones 1975 y dos ediciones de la Copa Asiática. Se retiraría de la selección nacional en 1977 tras 72 partidos jugados.

### Entrenador
| Periodo   | Club              |
| --------- | ----------------- |
| 1978–1979 | Al-Quwa Al-Jawiya |
| 1984–1986 | Al-Quwa Al-Jawiya |
| 1992–1994 | Al-Naft SC        |
| 2000–2001 | Al Wakrah SC      |
| 2007      | Al Wakrah SC      |

## Logros

### Club
- Iraqi Premier League: 1974–75
- Liga Central de Irak: 1972–73, 1973–74
- Copa de Bagdad: 1973–74

### Individual
- Mejor defensa de la Copa de Naciones del Golfo de 1976